# Phyllosma capensis
Phyllosma capensis är en vinruteväxtart som beskrevs av Harry Bolus. Phyllosma capensis ingår i släktet Phyllosma och familjen vinruteväxter. Inga underarter finns listade i Catalogue of Life.